# Ina Paule Klink
Ina Paule Klink (Zossen, 23 de diciembre de 1979) es una actriz y cantante alemana. Inició su carrera a mediados de la década de 1990, apareciendo en musicales y cortometrajes principalmente. A partir de entonces ha registrado apariciones en importantes series de televisión en su país como Tatort, SOKO Leipzig, Colonia Brigada Criminal y Lena Lorenz.

## Filmografía

### Cine y televisión
- 1996: Liane
- 1996: Der erste Zug
- 1998–1999: Gute Zeiten, schlechte Zeiten
- 2000: Großstadtträume
- 2000: Marga Engel gibt nicht auf
- 2000: Wilsberg
- 2001: Tatort – Trübe Wasser
- 2001: Plötzlich erwachsen
- 2001: Marga Engel schlägt zurück
- 2002: Marga Engel kocht vor Wut
- 2003: Bewegte Männer – Wem die Stunde schlägt
- 2003: Wolffs Revier – Fahrerflucht
- 2004: Der Bulle von Tölz: Sport ist Mord
- 2004: Berlin, Berlin – Alex oder Sven?
- 2004: Wie erziehe ich meine Eltern?
- 2004: Marga Engel gibt nicht auf
- 2005: Alarm für Cobra 11 – Zivilcourage
- 2006: Geile Zeiten
- 2006: SOKO Leipzig
- 2007: Reife Leistung!
- 2007: War ich gut?
- 2008: Inga Lindström: Sommer in Norrsunda
- 2009: Utta Danella: Der Verlobte meiner besten Freundin
- 2010: Der letzte Bulle – Das Runde muss ins Eckige
- 2010: SOKO Leipzig – Tod per Post
- 2011: Colonia Brigada Criminal, «Hochzeiten und ein Todesfall»
- 2011: Hubert und Staller – Mord im Schweinestall
- 2011: Küstenwache – Das perfekte Alibi
- 2011: Diese Frau von vorhin
- 2012: Sakorphag für zwei
- 2012: Blutadler
- 2012: Die Braut im Schnee
- 2012: Blonder als die Polizei erlaubt
- 2012: Sushi in Suhl
- 2013: Wir machen durch bis morgen früh
- 2013: Schloss Einstein
- 2013: SOKO Stuttgart
- 2014: Wir machen durch bis morgen früh
- 2015: Dr. Klein
- 2015: Brandmal
- 2016: Der Zürich-Krimi
- 2017–2018: Heldt
- 2018: Carneval
- 2019: Lena Lorenz